# Jens Smørum
Jens Oluf Laurits Sørensen Smørum, né le 3 février 1891 à Smørum (Danemark) et mort le 19 décembre 1976 à Ballerup (Danemark), est un homme politique danois, membre des Sociaux-démocrates, ancien ministre et ancien député au Parlement (le Folketing).

## Sources
- (da) Cet article est partiellement ou en totalité issu de l’article de Wikipédia en danois intitulé « Jens Smørum » (voir la liste des auteurs).